# Dorking
Dorking este un oraș în comitatul Surrey, regiunea South East, Anglia. Orașul se află în districtul Mole Valley a cărui reședință este.

## Personalități născute aici
- Laurence Olivier (1907 - 1989), actor.